# Lijst van weg- en veldkapellen in Heerlen
Dit is een onvolledige lijst van veldkapellen in de gemeente Heerlen. Kapelletjes komen vooral in het zuiden van Nederland voor en werden dikwijls gebouwd ter verering van een heilige.
| Kapel                                        | Adres                                                    | Plaats                    | Bouwperiode  | Architect   | Foto                                    |
| -------------------------------------------- | -------------------------------------------------------- | ------------------------- | ------------ | ----------- | --------------------------------------- |
| Mariakapel                                   | Imstenraderbos                                           | Heerlen                   | rond 1930    |             | Mariakapel Imstenraderbos               |
| Grafkapel De Loë (kerkhofkapel)              | Akerstraat                                               | Heerlen                   | 1848         |             | Grafkapel De Loë                        |
| Vredeskapel                                  | Akerstraat                                               | Heerlen                   |              | Frits Peutz | Vredeskapel Akerstraat                  |
| Vredeskapel                                  | Bautscherweg-Vullingsweg                                 | Heerlen                   |              |             | Vredeskapel Heerlerbaan                 |
| Sint-Antoniuskapel (Hofke van Sint-Antonius) | Sittarderweg                                             | Heerlen                   | 1938         |             |                                         |
| Heilig-Hartkapel                             | Benzenrade                                               | Heerlen-Benzenrade        |              |             | Heilig-Hartkapel                        |
| Kruiskapel                                   | Bremersweg-Buldersweg                                    | Heerlen-De Euren          | 1920 en 1986 |             | Kruiskapel De Euren                     |
| Sint-Barbarakapel                            | Slotweg 2                                                | Heerlen-Palemig           | 1670         |             | Sint-Barbarakapel                       |
| Mariakapel                                   | Hoek Litscherboord en de Ingenieur C. Blankevoortstraat. | Heerlen-Rennemig          | 1995         |             | Mariakapel Rennemig                     |
| Onze-Lieve-Vrouw-van-de-Rozenkranskapel      | Esschenweg                                               | Heerlen-Ten Esschen       | 1948         |             | Onze-Lieve-Vrouw van de Rozenkranskapel |
| Ten Esschenkapel (niskapel)                  | Esschenweg                                               | Heerlen-Ten Esschen       | 1767         |             |                                         |
| Mariakapel (niskapel)                        | Mergelsweg                                               | Heerlen-Welten            |              |             | Mariakapel Welten                       |
| Calvariekapel                                | hoek Juliana-Bernhardstraat-Sint Jansstraat              | Hoensbroek                | 1906         |             |                                         |
| Kruiskapel (niskapel)                        | Schuureikenweg                                           | Hoensbroek-Maria-Gewanden |              |             |                                         |
| Lourdesgrot                                  | Op de Weijenberg, Hommerterweg                           | Hoensbroek-Mariarade      | 1929         |             |                                         |
| Mariakapel (niskapel)                        | Wingerdweg                                               | Hoensbroek-Terschuren     | 1949         |             |                                         |